# Pourpre (héraldique)
Pour les articles homonymes, voir Pourpre (homonymie).
La couleur pourpre héraldique est un émail héraldique de couleur mal définie, pouvant aller, selon les spécialistes, de l'indigo à un gris violacé, en passant par le violet. Il est relativement peu usité. En représentation monochrome, il est symbolisé par des hachures en diagonales dans le sens du taillé. Le plus souvent, le pourpre est symboliquement associé à la majesté, la souveraineté et la justice, ainsi que la largesse.

## Teinte du pourpre
Comme le note Charles Loizeau de Grandmaison, « les écrivains héraldistes sont loin d'être d'accord au sujet de la couleur pourpre » ; remarquant même que « les plus anciens la passent sous silence ».
Dans son Dictionnaire héraldique, Charles Loizeau de Grandmaison reprend à son compte une analyse fréquente des origines du pourpre : il s'agirait en fait du métal héraldique argent qui se serait altéré avec le temps. Cela serait d'ailleurs l'explication du fait que le pourpre n'est pas soumis à la règle d'alternance des couleurs héraldiques, puisque considéré et comme un métal et comme une couleur.
Il fait cependant référence à des analyses antérieures quant à la teinte exacte du pourpre : pour Sicile le Héraut, il s'agit d'un mélange de toutes les autres couleurs héraldiques, pour un héraut de Louis XI, c'est un mélange « d'azur et de violet », Bara, en son Blason des Armoiries, parle du « pourpre, qui est composé d'azur et de rouge ». Monet parle de « pourpre, ou couleur de mauve », tandis que Wulson de Colombière évoque « le pourpre, qui est composé de gueules et d'azur », qu'il définit également dans sa Science héroïque, comme étant composé de noir et de rouge.

## Histoire du pourpre
Les héraldistes prêtent au pourpre différentes origines, qu'elles soient d'ordre « textile », ou ayant trait au métal. Quoi qu'il en soit, cette couleur semble avoir été absente aux premiers temps de l'héraldique.

### Une couleur peu ou pas reconnue
Dans l'ouvrage l'Arbre des batailles, datant du règne de Charles V, l'auteur ne reconnaît que quatre couleurs héraldiques : le gueules, l'azur, l'argent et le sable. Sous le règne de Richard II, roi d'Angleterre, les auteurs François de Fossez et Jean de Basdor, complètent cette liste de couleurs en y adjoignant le sinople (qu'ils nomment encore « vert »). Là encore, point de pourpre. Lorsqu'à partir de Sicile le Héraut, notamment, la couleur commence à être reconnue, les héraldistes ne savent comment la définir, ignorants qu'ils sont de son origine exacte. C'est ainsi que de nombreuses hypothèses ont été avancées.

### Hypothèse « textile »
Le pourpre désignait, au Moyen Âge, une qualité de tissu sans indication particulière de couleur. Au début de l'héraldique, la couleur pourpre était un gris-brun un peu sale (que certains, on l'a vu, ont pris plus tard pour de l'argent oxydé, ou un gueules dont le pigment aurait passé). Ce proto-pourpre semble être issu de la « pourpre bise », une étoffe de qualité inférieure de couleur grise ou écrue. Certains historiens ont avancé l'idée que, peut-être, la pourpre proto-héraldique serait la synthèse de toutes les autres couleurs héraldiques. La substitution de ce gris-brun par le violet-gris dans les armoiries des XVe et XVIe siècles pourrait s'expliquer par la redécouverte de l’étymologie latine du mot pourpre qui désignait la couleur rouge-violacé de la tenue des empereurs romains.

### Hypothèse « métallique »
Dans son Dictionnaire héraldique, contenant tout ce qui a rapport à la science du blason, Denis-François Gastelier de La Tour dit que « cet émail est mixte, c'est-à-dire qu'il participe du métal et de la couleur » en ce qu'il aurait été confondu avec l'argent oxydé.
Cette hypothèse est également présente dans le Dictionnaire héraldique de Charles Loizeau de Grandmaison, dans lequel il est écrit que « le pourpre ne fut introduit qu'assez tard dans le blason et uniquement pour désigner la couleur un peu douteuse du blason altéré par le temps ».

### Hypothèse « du mélange »
Pour plusieurs historiens (médiévaux principalement), le pourpre résulte du mélange de toutes les autres couleurs. Sicile le Héraut dit, par exemple que « de toutes ces six choses et couleurs, on en fait une quand on les mêle ensemble autant de l'un comme de l'autre, et c'est la septième qui, en armoiries, de son propre nom se dit pourpre ».

## Symbolique du pourpre
Selon le Dictionnaire héraldique, contenant tout ce qui a rapport à la science du blason, le pourpre signifie « dignité, puissance, souveraineté ».